# Spitzerteleskopet
Spitzerteleskopet (eng. Spitzer Space Telescope, tidligere Space Infrared Telescope Facility (SIRTF)) er et infrarødt rumobservatorium, det fjerde og sidste af NASA's Store Observatorier. Teleskopet, som kostede 800 millioner USD at udvikle, blev opsendt den 25. august 2003 fra Cape Canaveral med en Delta II 7920H ELV-raket og leverede data indtil januar 2020, hvor teleskopet blev slukket.
I overensstemmelse med NASA-traditionen fik teleskopet et nyt navn efter opsendelsen og gennemførelsen af succesfulde observationer. Til forskel fra andre teleskoper, der er navngivet af et panel af forskere efter berømte afdøde astronomer, blev SIRTF's nye navn valgt efter en offentlig konkurrence. Teleskopet blev navngivet efter Lyman Spitzer, Jr., der i 1940'erne som den første foreslog at placere et teleskop i rummet.
Teleskopet følger en usædvanlig omløbsbane, heliocentrisk (omløbsbane omkring Solen) i stedet for geocentrisk med omløbsbane om Jorden. Teleskopet driver væk fra Jorden med cirka 0,1 astronomiske enheder om året. Primærspejllet måler 85 cm i diameter, har f/12 (brændvidden er således 12 gange spejldiameteren) og er fremstillet af beryllium. Til spejlet er tilsluttet tre instrumenter, der muliggør optagelse af billeder og fotometri i bølgelængder fra 3 til 180 mikrometer, spektroskopi fra 5 til 40 mikrometer, og spektrofotometri fra 5 til 100 mikrometer.
Spitzer er det eneste af de Store Observatorier, der ikke er opsendt med en rumfærge. Det var den oprindelige plan, men efter Challengerulykken, blev det nødvendigt med at anden opsendelsesmetode.

## Instrumenter
Spitzer har tre forskellige instrumenter ombord:
- IRAC (Infrared Array Camera), et infrarødt kamera, der fungerer samtidig på fire bølgelængder (3.6 µm, 4.5 µm, 5.8 µm og8 µm). Hvert modul benytter en 256×256-pixel detektor.[5] De to moduler på de korte bølgelængder (3.6 µm og 4.5 µm) i dette instrument er fortsat aktive efter at Spitzer løb tør for flydende helium i foråret 2009.

- IRS (Infrared Spectrograph), et infrarødt spektrometer med fire moduler, der fungerer ved bølgelængderne 5.3–14 µm (lav opløsning), 10–19.5 µm (høj opløsning), 14–40 µm (lav opløsning) og 19–37 µm (høj opløsning). Hvert modul benytter en 128×128-pixel detector.[6]

- MIPS (Multiband Imaging Photometer for Spitzer), tre detektorer i forening i det lange infrarøde (128 × 128 pixels ved 24 µm, 32 × 32 pixels ved 70 µm og 2 × 20 pixels ved 160 µm). 24µm detektoren er identisk med det ene af IRS kortbølgemodulet. 70µm detektoren anvender gallium-germanium teknologi ligesom 160µm detektoren, der dog er mere præcis i sine målinger.[7]

## Levetid
Spitzerteleskopet blev opsendt den 25. august 2003. Teleskopets funktionsperiode var sat til være mindst 2,5 år med en forhåbning om 5 år. Årsagen til den begrænsede funktionsperiode var, at teleskopet skulle køles ned til 5,5 K ved hjælp af flydende helium. Forsyningerne af helium slap op i maj 2009, men enkelte af observatoriets observationer med kort bølgelængde kunne fungere frem til januar 2020, hvor missionen blev afsluttet den 30. januar 2020.

## Eksterne links
- Wikimedia Commons har flere filer relateret til Spitzerteleskopet
- Spitzerteleskopets website på nasa.gov